# Enhydris subtaeniata
Espèce
Synonymes
- Hypsirhina enhydris subtaeniata Bourret, 1934

Statut de conservation UICN

 LC  : Préoccupation mineure
Enhydris subtaeniata est une espèce de serpents de la famille des Homalopsidae.

## Répartition
Cette espèce se rencontre en Thaïlande, au Laos, au Viêt Nam et au Cambodge. 

## Publication originale
- Bourret, 1934 : Notes herpétologiques sur l'Indochine Française IV. Sur une collection d’ophidiens de Cochinchine et du Cambodge. Bulletin Général de l'Instruction Publique, Hanoi, vol. 1934, p. 1-11.